# Antaeotricha adjunctella
Antaeotricha adjunctella is een vlinder uit de familie van de sikkelmotten (Oecophoridae). De wetenschappelijke naam van de soort is voor het eerst geldig gepubliceerd in 1864 door Walker.